# 元山港线
元山港線（朝鲜语：／ Wŏnsanhang sŏn */?）是朝鮮民主主義人民共和國的一條鐵道線路，站點為江原道元山市的葛麻站到元山港站。

## 路线概况
- 距离：2.0km
- 车站数：2
- 轨距：1435mm
- 电气化区间：无
- 复线区间：无